# Kobylí hlava (Jizerská tabule)
Kobylí hlava (215 m n. m.) je vrch v okrese Praha-východ ve Středočeském kraji, ležící asi 1,5 km jihovýchodně od obce Hlavenec, na příslušném katastrálním území. Od názvu vrcholu jsou odvozeny názvy obcí v okolí Hlavenec, Kostelní Hlavno a Sudovo Hlavno.

## Geomorfologické zařazení
Hora náleží do celku Jizerská tabule, podcelku Dolnojizerská tabule, okrsku Košátecká tabule a podokrsku Mečeřížská tabule.

## Přístup
Vrch leží v západním sousedství dálnice D10 u odbočky na Hlavenec. V blízkosti je rozcestí, motorest a benzínová pumpa U Čtyř kamenů. Z rozcestí přes vrch do Hlavence vede červená turistická stezka a naučná stezka Krajinou Rudolfa II.